# Dolmens de Soulobres
Les dolmens de Soulobres étaient un ensemble de quatre dolmens situés sur la commune de Millau dans le département de l'Aveyron. Seul le dolmen no 1 existe encore, les trois autres ayant été détruit, en 2008 pour le dolmen no 3 et lors de la construction de l'A75 pour les no 2 et 4.

## Dolmen n°1
Le tumulus a un diamètre de 10 m pour une hauteur maximale de 0,70 m. La table de couverture est brisée en 4 morceaux dont un est resté en place, les trois autres se répartissent au fond de la chambre, contre l'orthostate droit et devant la chambre. La chambre sépulcrale est large de 1,10 m et s'ouvre selon l'azimut 90°.
| Dalle                                                      | Longueur | Épaisseur | Largeur |
| ---------------------------------------------------------- | -------- | --------- | ------- |
| Table (fragment 1)                                         | 2,20 m   | 0,41 m    | 2,50 m  |
| Table (fragment 2)                                         | 1,05 m   | 0,40 m    | 0,70 m  |
| Table (fragment 3)                                         | 1,10 m   | 0,40 m    | 0,50 m  |
| Table (fragment 4)                                         | 1,25 m   | 0,40 m    | 0,80 m  |
| Orthostate droit                                           | 3,55 m   | 0,30 m    | 1,35 m  |
| Orthostate gauche                                          | 2,20 m   | 0,20 m    | 1,30 m  |
| Données : Inventaire des mégalithes du centre de l'Aveyron |          |           |         |

Le mobilier qui y a été retrouvé est conservé au musée archéologique de Millau. Il se compose de quelques perles annulaires en jayet et calcaire, d'une pointe de flèche en silex et d'une tête de clou en fer.

## Dolmen n°2
Le dolmen est signalé pour la première fois par Louis Balsan en 1956. Il est fouillé par Georges Costantini en 1958 mais il a déjà été violé (un orthostate manquant et absence de tables de couverture). Il fait l'objet d'une fouille de sauvetage en 1999 préalablement aux travaux de l'A75. 
Le tumulus était de forme arrondie (8 m X 6 m) pour une hauteur maximale de 0,50 m. La chambre sépulcrale s'ouvrait selon l'azimut 80°. Elle était délimitée par une orthostate à droite et une murette à gauche.
| Dalle                                                      | Longueur | Épaisseur | Largeur |
| ---------------------------------------------------------- | -------- | --------- | ------- |
| Orthostate droit                                           | 1,75 m   | 0,25 m    | 0,85 m  |
| Chevet                                                     | 0,45 m   | 0,12 m    | 0,30 m  |
| Dalle (près du chevet)                                     | 0,50 m   | 0,13 m    | 0,55 m  |
| Dalle (côté entrée)                                        | 0,40 m   | 0,30 m    | 0,35 m  |
| Données : Inventaire des mégalithes du centre de l'Aveyron |          |           |         |

Le mobilier retrouvé par Costantini se compose de perles annulaires et ovoïdes (jayet, stéatite, test de coquillage), d'une pendeloque en calcaire, d'une dent de canidé et d'une coquille de colombelle percées, ainsi que d'un petit anneau en bronze.

## Dolmen n°3
Ce dolmen a fait l'objet d'une fouille dirigée par Rémi Azémar en 1984-1985.
Le tumulus mesurait environ 10 m de diamètre pour 0,75 m de hauteur. Il était constitué de blocs de pierre sans structure interne particulière, l'ensemble étant recouvert d'une couche de terre. Par la suite, le tumulus a été recouvert de pierrailles issues des travaux d’épierrement des champs situés aux alentours.
En l'absence de table de couverture et d'une deuxième orthostate latérale à droite, il est difficile de déterminer l'architecture générale du dolmen. La chambre sépulcrale s'ouvrait selon l'azimut 90° mais «l'accès à la chambre était vraisemblablement vertical». Le creusement partiel du sol dans le fond de la chambre pourrait résulter de fouilles clandestines ultérieures puisque les assises des dalles sont situées à un niveau supérieur. Aucune trace de dallage n'a été retrouvée.
| Dalle                                                      | Longueur | Épaisseur | Largeur |
| ---------------------------------------------------------- | -------- | --------- | ------- |
| Orthostate gauche                                          | 2,60 m   | 0,25 m    | 1,60 m  |
| Chevet                                                     | 0,83 m   | 0,15 m    | 1,70 m  |
| Dalle (prolongeant le chevet)                              | 0,25 m   | 0,12 m    | 0,30 m  |
| Bloc parallélépipédique                                    | 1,17 m   | 0,35 m    | 0,42 m  |
| Données : Inventaire des mégalithes du centre de l'Aveyron |          |           |         |

Bien que la chambre ait été manifestement violée lors de fouilles antérieures, les fouilles archéologiques ont permis de recueillir un matériel funéraire assez important. En dehors de fragments osseux d'origine humaine, 270 dents ont été retrouvées dont 58 portant des traces de crémation. Les ossements d'origine animale recueillis sont typiques d'une faune intrusive constituée de petits rongeurs (mulots, lapins). Les éléments de parure sont très majoritairement composés de perles (jayet, calcaire, stéatite), de pendeloques en calcaire, de fragments de coquillages marins et de perles en pâte de verre, ainsi que de quelques petits objets métalliques (fragments d'anneaux et perles en cuivre ou bronze, divers fragments de fer). Les objets lithiques étaient composés d'éclats de chaille, de roche polie et de silex, ainsi que de deux pointes de flèches. Les tessons de céramique retrouvés correspondent à des périodes variées, dont 16 tessons de céramique sigillée du style Dragendorff. 2 fragments de verre soufflé et 1 fragment de meule tournante en grès ont aussi été découvert.
Du matériel archéologique a aussi été retrouvé à la surface du tumulus (céramiques, éclats de chaille et de quartz, un fragment de meule en arkose, un fragment d'objet en cuivre ou en bronze et un fragment d'ammonite). Il s'agit là de dépôts volontaires et non des déblais de la chambre qui auraient été rejetés là consécutivement à son pillage.
La diversité de l'ensemble du mobilier recensé traduit la longue occupation de l'édifice allant de la culture des Treilles jusqu'à la période gallo-romaine.

## Dolmen n°4
Il ne comportait pas de tumulus. Du matériel funéraire a été rejeté en surface après une fouille clandestine : 3 éclats de chaille, 1 petit fragment de bélemnite, 14 tessons de poteries préhistoriques, des dents et des ossements humains.
| Dalle                                                      | Longueur | Épaisseur | Largeur |
| ---------------------------------------------------------- | -------- | --------- | ------- |
| Table                                                      | 3,30 m   | 0,45 m    | 1,35 m  |
| Dalle (sous la table)                                      | 0,75 m   | 0,13 m    | 0,65 m  |
| Dalle                                                      | 1 m      | 0,15 m    | 0,55 m  |
| Données : Inventaire des mégalithes du centre de l'Aveyron |          |           |         |